# Marco Andretti

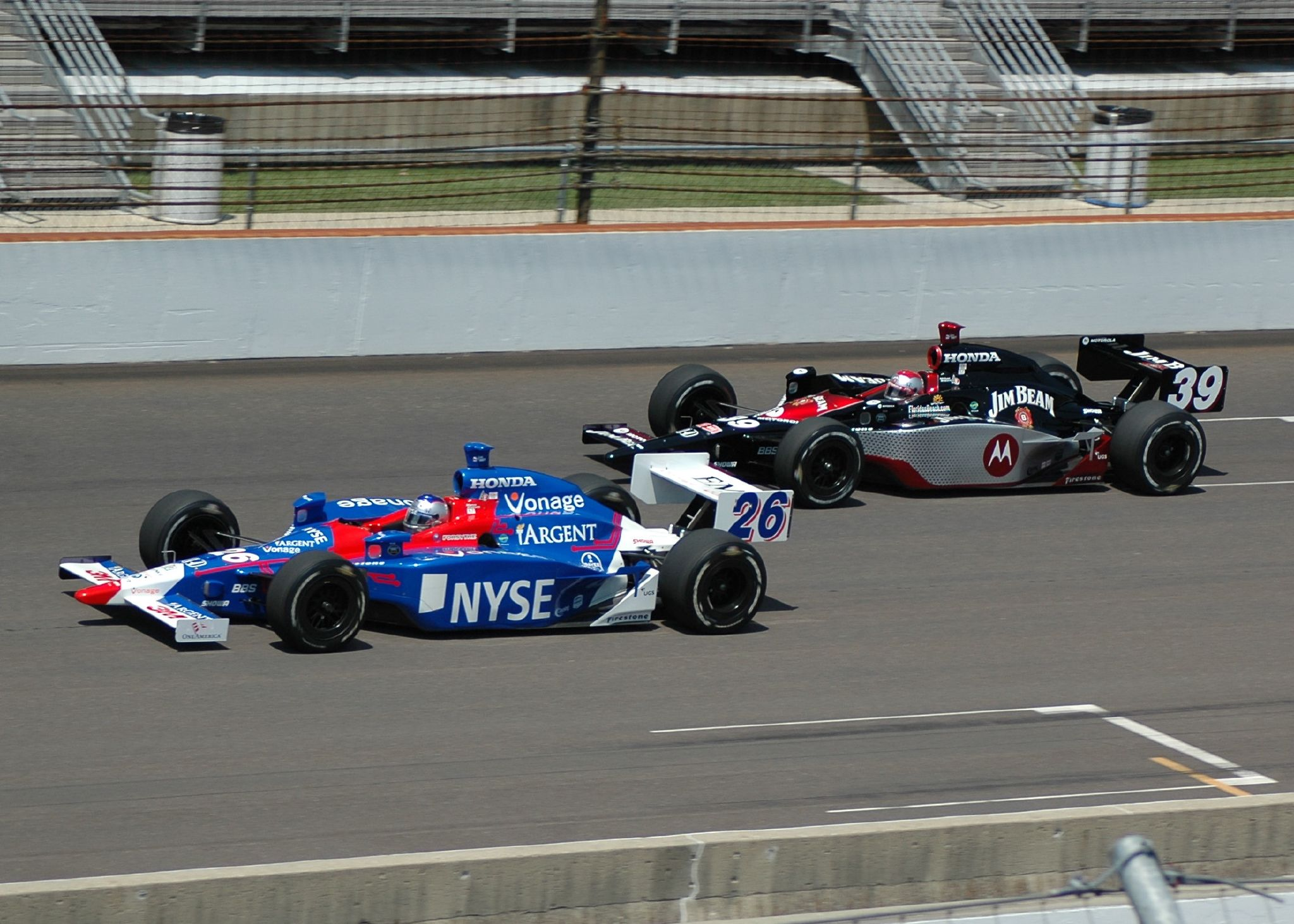
Marco Andretti va córrer per davant del seu pare Michael entrenant per A Les 500 Milles D'Indianapolis del 2007.

Marc Michael Andretti (Trentón, Nova Jersey Estats Units(13 de març de 1987) és un pilot de motorsport qui competeix en el Sèrie IndyCar des del 2006. És fill de Michael Andretti i el net de Mario Andretti campió dels monoplaces Nord-americans.
El pilot té dues victòries i 20 podis a la categoria, i va acabar cinquè el 2013, setè el 2006 i el 2008 i vuitè el 2009 i el 2010. També va ser segon en el Indianapolis 500 en el seu debut a la cursa el 2006, tercer el 2008, 2010 i 2014, i quart el 2013.